# Smog (film 1962)
Smog è un film italiano del 1962 diretto da Franco Rossi.

## Trama
L'avvocato Vittorio Ciocchetti giunge a Los Angeles in attesa di recarsi in Messico per una causa di divorzio. Lì fa conoscenza con Mario, un italiano che si arrangia con piccoli lavori ed espedienti, e Gabriella, una modella single che è fuggita dall'Italia alla ricerca di una vita migliore, divisa tra la voglia di indipendenza e l'idea di formarsi una famiglia.
I due, che sono amanti, lo introdurranno nella comunità italiana locale e quindi nel jet set losangelino. Tra feste,  case con piscina con viste inebrianti avrà modo di cogliere le contraddizioni di un mondo all'avanguardia, pervaso da un senso di alienazione.

## Colonna sonora
La colonna sonora fu composta da Piero Umiliani e alle registrazioni parteciparono anche il trombettista Chet Baker e la cantante Helen Merrill. La RCA Victor pubblicò un album con alcune delle tracce più famose nel 1962.

### Tracce
Lato A
Testi e musiche di Piero Umiliani tranne dove specificato.
1. Chet Baker – Smog – 4:19
2. Neapolitan Phantasy – 3:57
3. Helen Merrill – Dawn – 4:08
4. Hollywood Tonight – 2:45
5. California In The Summer – 2:51
6. Chet Baker – Thinkin' Blues – 4:30

Durata totale: 22:30
Lato B
1. Helen Merrill – Smog – 2:54
2. Chet Baker – Tension – 3:17
3. Tops – 2:29
4. Chet Baker – Along In A Crowd – 4:58
5. Bowling – 2:15
6. Chet Baker – Twilight At Los Angeles – 3:26

Durata totale: 19:19